# زیردریایی کلاس آورول
سابمارین کلاس آورول (به انگلیسی: Aurore-class submarine) یک کلاس از زیردریایی است که طول آن 73.5 metres می‌باشد.